# Zürcher Fachhochschule

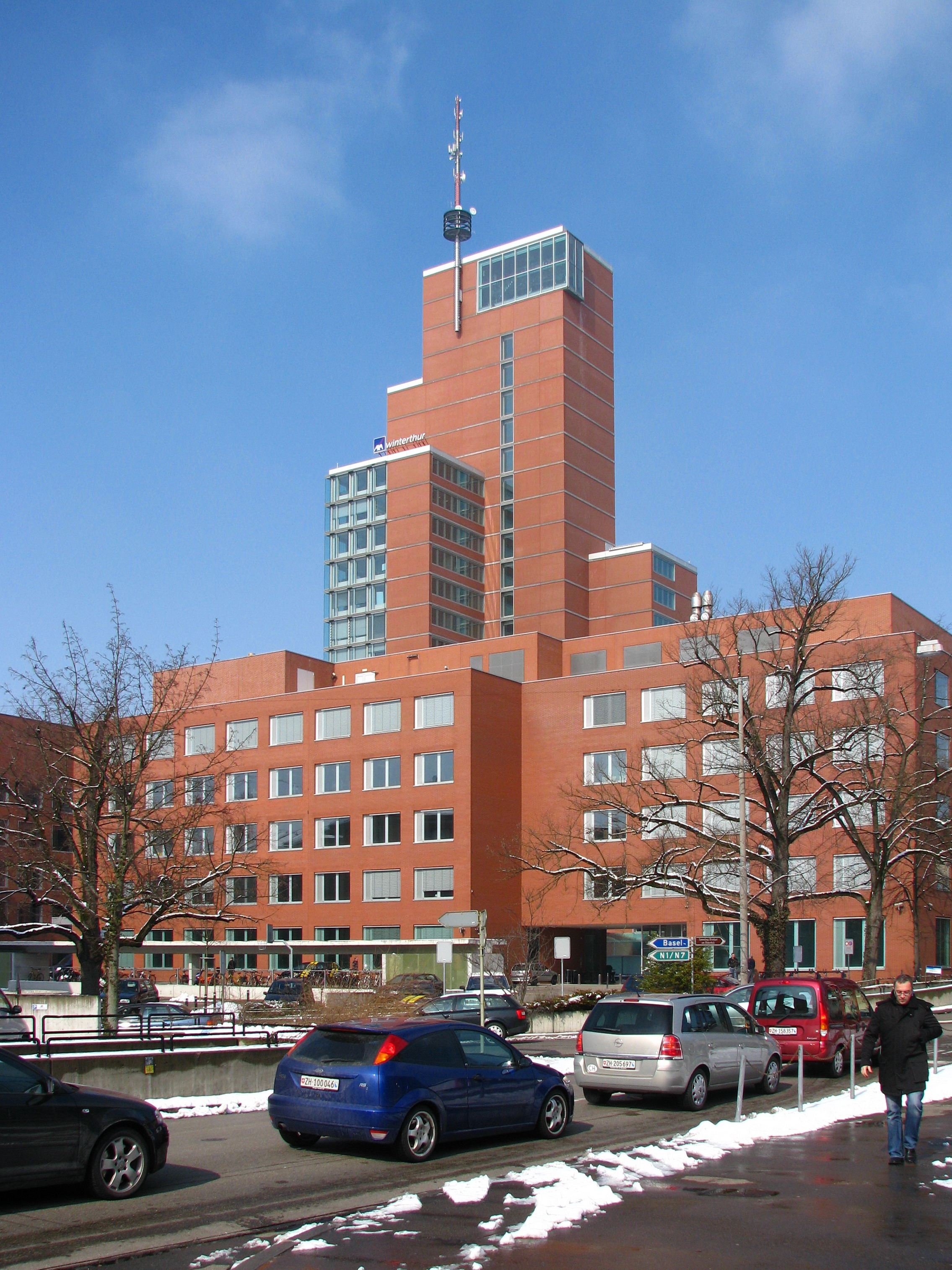
Gebäude der ZHAW in Winterthur

Die Zürcher Fachhochschule (ZFH) war mit rund 19'500 Studierenden die grösste der neun Schweizer Fachhochschulen. Sie war, nach der Universität Zürich und vor der Fachhochschule Westschweiz, die zweitgrösste Hochschule der Schweiz.

## Gliederung
Die Zürcher Fachhochschule gliedert sich in vier Teilschulen:
- HWZ – Hochschule für Wirtschaft Zürich
- PHZH – Pädagogische Hochschule Zürich
- ZHAW – Zürcher Hochschule für Angewandte Wissenschaften
- ZHdK – Zürcher Hochschule der Künste

Die ZHAW, die ZHdK und die PHZH werden vom Kanton Zürich getragen und sind damit staatlich, die HWZ hat eine private Trägerschaft.

## Geschichte

### Vorgänger-Institutionen der ZFH-Teilschulen
Ursprünglich sollten die folgenden Höheren Fachschulen den Fachhochschulstatus bekommen und in die ZFH integriert werden:
- Technikum Winterthur Ingenieurschule TWI
- Zürcher Höhere Wirtschafts- und Verwaltungsschule HWV Winterthur
- Schule für Gestaltung Zürich
- Konservatorium Zürich
- Konservatorium Winterthur
- Schweizerische Ballettberufsschule
- Jazzschule
- Schauspiel-Akademie Zürich
- Schule für Soziale Arbeit Zürich SSAZ
- Höhere Fachschule für Soziokulturelle Animation
- Institut (Seminar) für Angewandte Psychologie Zürich IAP
- Dolmetscherschule Zürich DOZ
- Heilpädagogisches Seminar Zürich
- Zentrum für Kaderausbildung Zürich
- Ingenieurschule Wädenswil ISW
- Ingenieurschule Zürich (Abend-Technikum)
- Höhere Wirtschaftsschule Zürich (Abend-HWV)

Viele dieser Schulen mussten sich mit anderen Schulen zusammenschliessen, um die Bedingungen für den Fachhochschulstatus (Anzahl Studierende und Studiengänge) zu erfüllen.

### 1998–2007
1998 wurde die ZFH gegründet. Sie bestand bis 2007 aus den folgenden 8 bzw. 9 Teilschulen:
- HMT – Hochschule Musik und Theater
- HGKZ – Hochschule für Gestaltung und Kunst Zürich
- HSSAZ – Hochschule für Soziale Arbeit Zürich
- HAP – Hochschule für Angewandte Psychologie
- HSZ – Hochschule für Technik, Wirtschaft und Verwaltung Zürich, mit folgenden Studienbereichen:
  - Technik (HSZ-T), später Hochschule für Technik Zürich (HSZ-T)
  - Wirtschaft und Verwaltung (HSZ-WV), später Hochschule für Wirtschaft Zürich (HWZ)
- HSW – Hochschule Wädenswil
- PHZH – Pädagogische Hochschule Zürich
- ZHW – Zürcher Hochschule Winterthur

### Entwicklung seit 2007
Aufgrund des neuen Fachhochschulgesetzes wurden 2007 zwei neue staatliche Hochschulen gegründet: 
- ZHdK – Zürcher Hochschule der Künste (Fusion von HGKZ und HMT)
- ZHAW – Zürcher Hochschule für Angewandte Wissenschaften (Fusion von ZHW, HSW, HAP und HSSAZ)

Damit bestand die ZFH zwischen 2007 und 2011 aus den staatlichen Hochschulen ZHAW, ZHdK und PHZH sowie den privaten Hochschulen HSZ-T und HWZ.
Per 1. Januar 2012 wurde die HSZ-T kantonalisiert und in die ZHAW integriert.
Die ZHAW, die ZHdK und die PHZH sind gemäss Hochschulförderungs- und -koordinationsgesetz (HFKG) erfolgreich institutionell akkreditiert. Die ZHAW, die ZHdK und die PHZH sichern sich damit ihren Anschluss im Schweizer Hochschulsystem und erhöhen ihre Sichtbarkeit. Die ZHAW und die ZHdK haben demzufolge auch die beitragsberechtigte Anerkennung durch den Bund erhalten. Die Zürcher Fachhochschule (ZFH) als Dachorganisation der ZHAW, der ZHdK und der PHZH ist damit seit 2023 obsolet und wurde aufgehoben.